# Adoretus ubonensis
Adoretus ubonensis är en skalbaggsart som beskrevs av Miyake, Yamaguchi och Aoki 2002. Adoretus ubonensis ingår i släktet Adoretus och familjen Rutelidae. Inga underarter finns listade i Catalogue of Life.